# Najbolji u letu
Najbolji u letu (eng. Top Wing) je kanadska animirana serija. Autor je Matthew Fernandes. Serija ima 2 sezone i sve skupa 52 epizode po 22 - 25 minuta.